# Gawan
Gawan è una suddivisione dell'India, classificata come nagar panchayat, di 7.753 abitanti, situata nel distretto di Budaun, nello stato federato dell'Uttar Pradesh. In base al numero di abitanti la città rientra nella classe V (da 5.000 a 9.999 persone).

## Geografia fisica
La città è situata a 28° 25' 60 N e 78° 20' 60 E e ha un'altitudine di 192 m s.l.m..

## Società

### Evoluzione demografica
Al censimento del 2001 la popolazione di Gawan assommava a 7.753 persone, delle quali 4.103 maschi e 3.650 femmine. I bambini di età inferiore o uguale ai sei anni assommavano a 1.505, dei quali 812 maschi e 693 femmine. Infine, coloro che erano in grado di saper almeno leggere e scrivere erano 3.250, dei quali 2.071 maschi e 1.179 femmine.